# Manfred Lorenz
Manfred Richard Louis Wolfgang Lorenz (* 6. Oktober 1929 in Triebes bei Zeulenroda, Thüringen; † 25. Mai 2017 in Berlin) war ein deutscher Sprachwissenschaftler, Übersetzer und Iranist.

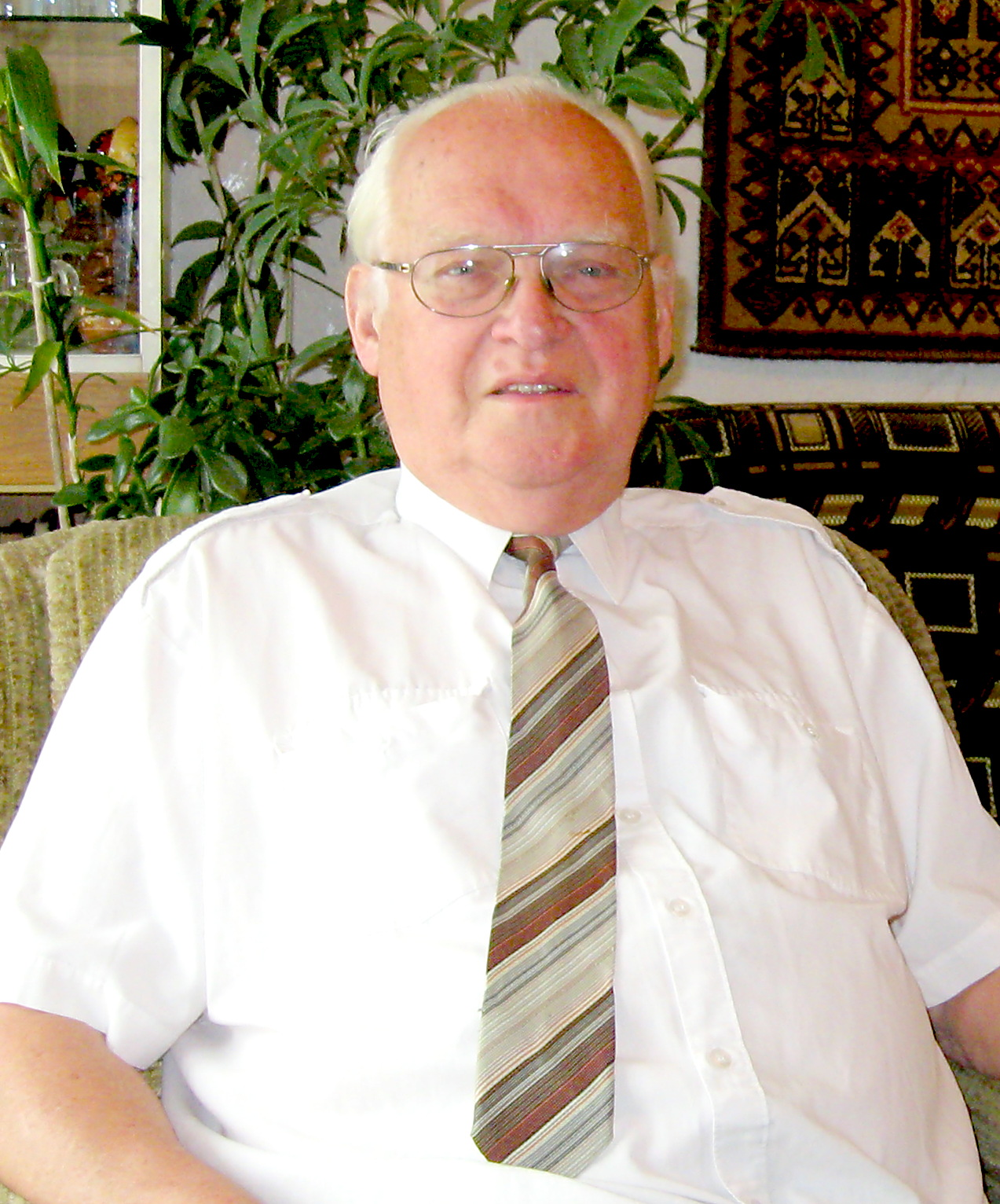
Manfred Lorenz (2008)

## Leben
Manfred Lorenz wurde als erstes von drei Kindern der Eheleute Hildegard und Richard Lorenz in Triebes bei Zeulenroda im Land Thüringen geboren. Er ist aufgewachsen in Börthen, einem kleinen Dörfchen nördlich von Neustadt an der Orla in Thüringen, und besuchte die Oberschule in Neustadt an der Orla bis zum Abitur im Juli 1948. Im Frühjahr 1945 musste er noch mit dem „Volkssturm“ als 15-Jähriger in den Krieg ziehen; das Schießen blieb ihm aber erspart. 
Nach kurzer Tätigkeit auf dem Arbeitsamt in Neustadt ging Manfred Lorenz an die Pädagogische Fachschule für Russisch in Weimar, an der er von September 1948 bis August 1949 zum Russischlehrer ausgebildet wurde. Von 1949 bis 1952 war er Lehrer an der Oberschule in Neustadt an der Orla; teilweise gleichaltrig mit seinen Schülern in der Abiturstufe. Im September 1952 ging er zum Studium an die Humboldt-Universität zu Berlin – zuerst bis Dezember 1953 Slawistik, dann ab Januar 1954 Iranistik bei Heinrich Junker und Sprachwissenschaft bei Gertrud Pätsch. Hier lernte er auch seinen Lehrer, Mentor und Freund Bozorg Alavi kennen, mit dem er viele Lehrbücher und Publikationen zusammen verfasste. Im Juni 1957 legte er sein Diplom in Iranistik ab. 
Von September 1957 bis Juli 1958 hatte er eine Teilaspirantur in Duschanbe (Tadschikische SSR), dann noch drei weitere Jahre Aspirantur an der HU Berlin bis zur Promotion zum Dr. phil. am 12. April 1961. Anschließend war er Habil-Aspirant an der HU Berlin bis November 1965 und habilitierte sich am 27. Mai 1968 für Iranistik (Dr. phil. habil.). Ab Dezember 1965 bis Januar 1977 war er wissenschaftlicher Assistent bzw. Oberassistent an der Sektion Asienwissenschaften, Bereich Iranistik der HU Berlin.
Am 1. Februar 1977 wurde er zum Dozenten für Tadschikische und Ossetische Sprachen und Literatur berufen, am 1. September 1982 zum außerordentlichen Professor und letztendlich am 1. September 1987 zum ordentlichen Professor mit Lehrstuhl für Iranistik an der HU Berlin, den er bis zu seiner Emeritierung im September 1993 innehatte. Danach nahm er noch bis 2003 mehrere Lehraufträge an der HU Berlin, der Freien Universität Berlin und der Universität Krakau (Polen) wahr.
In den 1980er-Jahren wurde Manfred Lorenz von der DDR-Regierung häufig zu Dolmetsch-Einsätzen in Berlin sowie in Iran und Afghanistan angefordert. Studienreisen führten ihn im Laufe seiner beruflichen Karriere nach Wladikawkas (Ossetien), Teheran, sowie häufig nach Tadschikistan und Afghanistan.
Schwerpunkt seiner wissenschaftlichen Arbeit bildeten die iranischen Sprachen, zu denen neben dem klassischen Persisch auch Tadschikisch (in Tadschikistan), Ossetisch (im Kaukasus) sowie Paschto und Dari (in Afghanistan und Pakistan) gehören.
Im Mai 1990 wurde ihm die Ehrendoktorwürde (Dr. h. c.) der Tadschikischen Staatsuniversität und im September 2001 die der Slawischen Universität in Duschanbe verliehen. Seit Mai 2002 war Manfred Lorenz Mitglied der Tajik International Branch of Academy of Higher Education. Im Dezember 2011 wurde Manfred Lorenz vom Präsidenten der Republik Tadschikistan während seines Staatsbesuches in Berlin mit dem Orden der Freundschaft, der höchsten Auszeichnung seines Landes, für sein Lebenswerk geehrt.
Am 13. Juli 1957 heiratete Manfred Lorenz Hiltraud Willemeit († 1994). Aus der Ehe gingen drei Söhne hervor. Manfred Lorenz lebte seit 1961 in Berlin-Prenzlauer Berg.

## Schriften

### Lehrbücher
- Mit Bozorg Alavi: Lehrbuch der persischen Sprache. Verlag Enzyklopädie, Leipzig 1967; 8. Auflage: Langenscheidt, Leipzig u. a. 1999.
- Lehrbuch des Pashto (Afghanisch). Verlag Enzyklopädie, Leipzig 1979; 2., durchgesehene Auflage 1982; unveränderter Nachdruck: Kabul 2010.

### Übersetzungen
- Sadegh Hedayat: Die Legende von der Schöpfung. Rütten & Loening, Berlin 1960.
- Bozorg Alavi: Die weiße Mauer. Rütten & Loening, Berlin 1960.
- Abdelhussein Nuschin: Der Chan und die Anderen. Rütten & Loening, Berlin 1961.
- L. Fekete: Einführung in die persische Paläographie: 101 persische Dokumente. Akadémiai Kiadó, Budapest 1977.
- Bozorg Alawi: Die beiden Ehemänner. Erzählungen aus dem Iran. Rütten & Loening, Berlin 1984.

### Herausgeberschaft
- Der Zauberbrunnen. Märchen und Geschichten aus Afghanistan. Kiepenheuer, Weimar/Leipzig 1985.
- Die sieben Abenteuer des Prinzen Hatem. Ein iranischer Märchenroman. Kiepenheuer, Leipzig und Weimar 1990 (Originaltitel: Sem' priključenij Chatema. Aus: Iranskaja skazočnaja ėnciklopedija, Chudožestvennaja literatura. Moskau 1977, aus dem Russischen übertragen von Rainer Schwarz), ISBN 3-378-00250-6.